# Federal Highway Administration
La Federal Highway Administration (FHWA) est une agence du département des Transports des États-Unis responsable des autoroutes. Les principales activités de l'agence sont regroupées dans deux « programmes » : le Federal-aid Highway Program et le Federal Lands Highway Program. Créée en 1967, son rôle était précédemment assuré par l'Office of Road Inquiry, Office of Public Roads et le  Bureau of Public Roads.

## Fonctions
Le rôle de la FHWA dans le Federal-aid Highway Program est de superviser l'utilisation des fonds fédéraux pour la construction et l'entretien du National Highway System (auparavant Interstate Highways, U.S. Routes and most State Routes). Ces fonds proviennent principalement de la taxe fédérale sur l'essence.
Sous le Federal Lands Highway Program (quelquefois appelé « direct fed »), la FHWA fournit des services de conception et de construction d'autoroutes pour diverses agences fédérales comme le Forest Service et le National Park Service.
En plus de ces programmes, la FHWA mène et sponsorise des recherches dans les domaines de la sécurité routière, les embouteillages, le matériel autoroutier et les méthodes de construction (compris LTPP), et fournit des fonds aux centres locaux de programmes d'assistance pour diffuser les résultats des recherches au sein des agences autoroutières locales.  
La FHWA publie également le Manual on Uniform Traffic Control Devices (MUTCD), qui est utilisé par la plupart des agences autoroutières aux États-Unis. Le MUTCD fournit des spécifications comme la taille, la couleur et la hauteur des panneaux et  feux routiers ou le marquage au sol. 

## Source
- (en) Cet article est partiellement ou en totalité issu de l’article de Wikipédia en anglais intitulé « Federal Highway Administration » (voir la liste des auteurs).